# Голод в СССР (1932—1933)
Го́лод в СССР (1932—1933) — массовый голод, охвативший в 1932—1933 годах обширные территории СССР (в основном степные районы), входившие в состав Украинской ССР, Российской СФСР (включая Казахскую АССР, регионы Центрального Черноземья, Северного Кавказа, Урала, Поволжья, Южного Урала, Южной Сибири).

## История

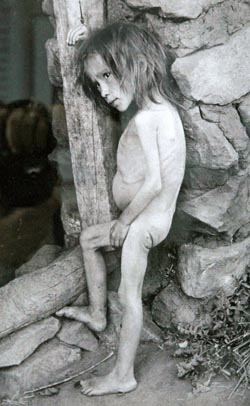
Голод в России 1921—1922 годов

Разруха, экономический хаос, кризис власти после Гражданской войны вызвали новый массовый голод в 1921—1922 годах. Этот голод стал первым при Советской власти. Региональные и локальные проблемы с продовольствием и голод среди отдельных слоёв населения, вызванные различными факторами, периодически возникали и в течение 1923—1931 годов.

## Предпосылки возникновения

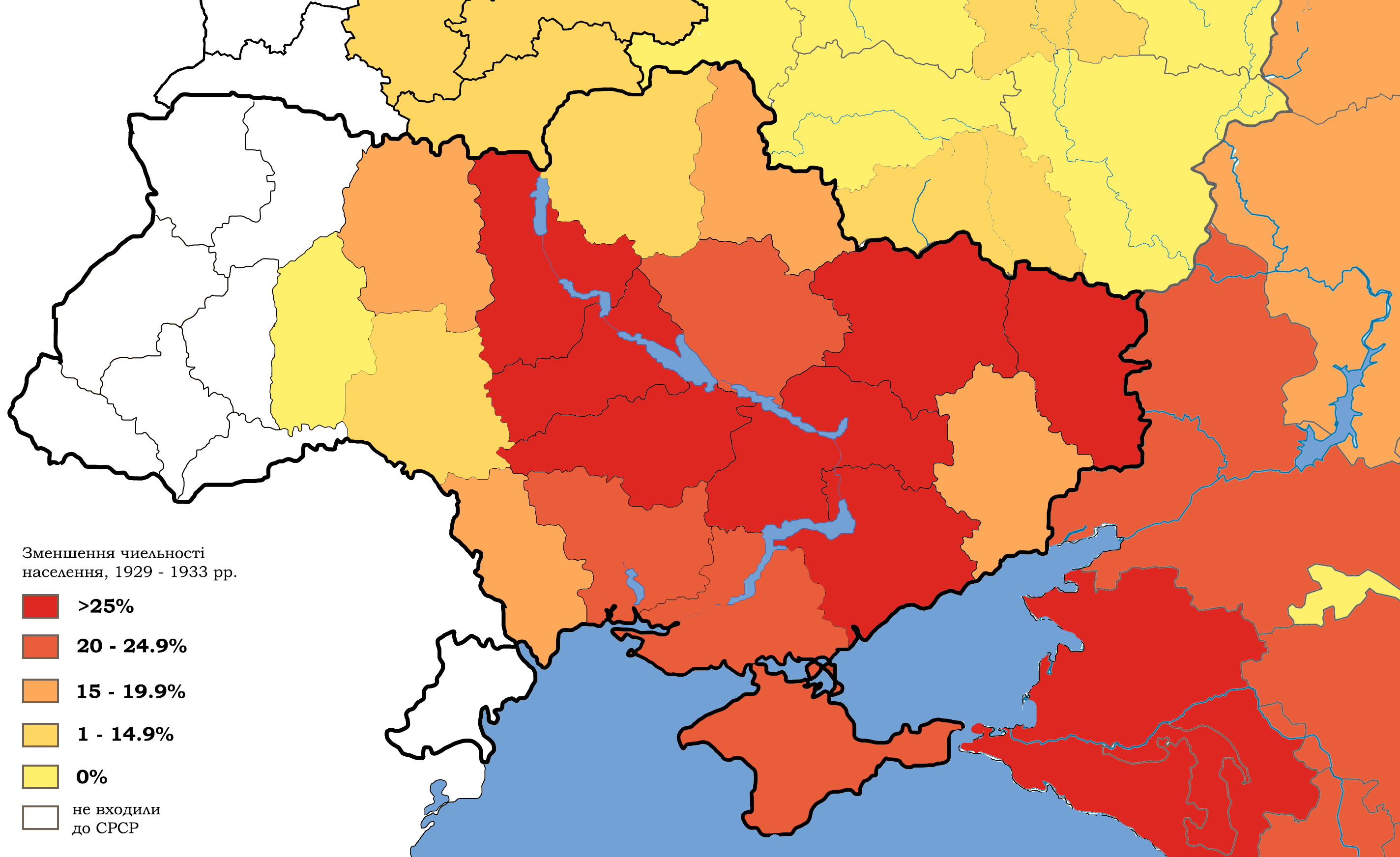
Уменьшение численности населения Украины и южной России, 1929—1933

Историк В. В. Кондрашин в своей книге, посвящённой голоду 1932—1933 годов, высказал мнение: 
В контексте голодных лет в истории России своеобразие голода 1932—1933 годов заключается в том, что это был первый в её истории «организованный голод», когда субъективный, политический фактор выступил решающим и доминировал над всеми другими. … В комплексе вызвавших его причин отсутствовал природный фактор как равноценный другим, характерный для голодов 1891—1892, 1921—1922, 1946—1947 годов. В 1932—1933 годах не наблюдалось природных катаклизмов, подобных великим засухам 1891, 1921, 1946 годов.
Доктор биологических наук Н. Н. Назаренко написал по этому поводу статью «Сорная растительность, болезни и вредители как факторы голода 1932—1933 годов», в которой он рассказал об ошибках аграрной политики большевиков, начиная с Октябрьской революции, и объяснил как безграмотная аграрная политика привела к таким природным факторам, вызвавшим падение качества урожая, размножение сорняков и вредителей, множество болезней культур, когда от 50 до 70 % намолоченного зерна оказалось непригодным для использования в качестве продовольственного, что и обернулось массовым голодом 1932—1933 годов.
Профессор О. Хлевнюк считает, что причиной голода 1930-х также стал и ряд решений, принятых лично Сталиным. Голод стал следствием сверхэксплуатации деревни и её деградации, принудительных хлебозаготовок 1929 года и сплошной коллективизации, начатой в 1930 году, создавших дефицит продовольствия на селе. Голод явился прямым результатом курса сталинского руководства на ускоренную индустриализацию, требовавшую валютных источников для её осуществления, одним из которых стал зерновой экспорт. С этой целью для крестьянских хозяйств устанавливались невыполнимые задания по хлебосдаче. Сталин объявил хлебозаготовки войной, обвинив в кризисе самих крестьян.
На одной из дискуссий по данной теме утверждалось, что в основе трагедии были проблемы укрепления колхозного строя в СССР, экономики в целом, политического режима, которые решались сталинской властью привычными для неё антигуманными методами, применяемыми к «врагам народа». Ситуация на Украине усугублялась зерновой специализацией республики, большой плотностью крестьянского населения в зоне сплошной коллективизации, имевшей целью увеличение заготовок зерна, масштабами крестьянского сопротивления в УССР и ответными мерами «наказания крестьян с помощью голода», принимавшимися центральными и местными властями для подавления сопротивления и недопущения развала колхозов.

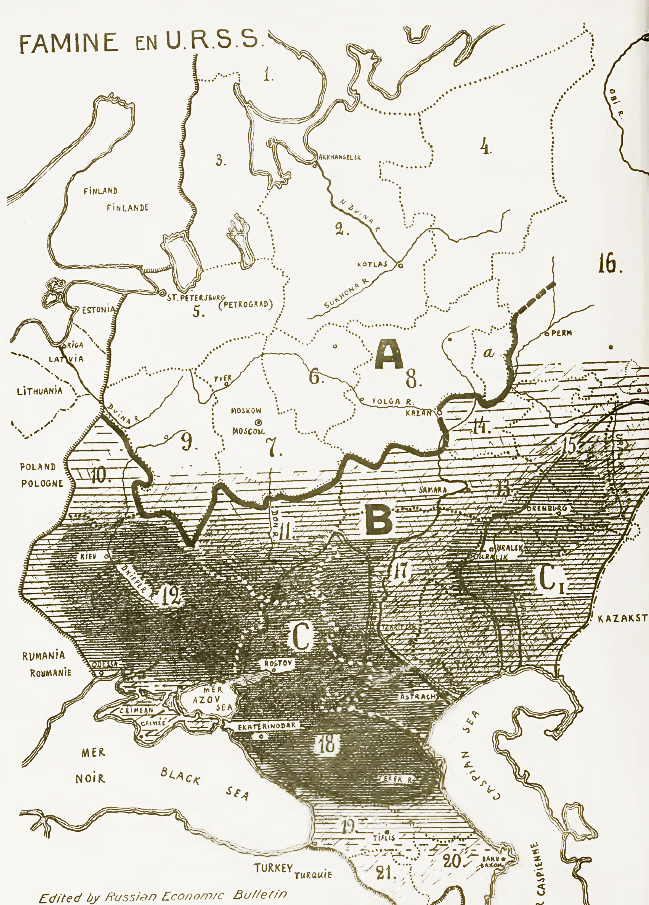
Карта главных районов голода в СССР. Чем гуще штриховка — тем сильнее размеры бедствия. A — районы потребляющей полосы, B — районы производящей полосы. C — бывшая территория донских, кубанских и терских казаков, C1 — бывшая территория уральских и оренбургских казаков. 1. Кольский полуостров, 2. Северный край, 3. Карелия, 4. Область Коми, 5. Ленинградская область, 6. Ивановская промышленная область, 7. Московская область, 8. Нижегородский край, 9. Западная область, 10. Белоруссия, 11. Центрально-Чернозёмная область, 12. Украина, 13. Средне-Волжский край, 14. Татария, 15. Башкирия, 16. Уральская область, 17. Нижневолжский край, 18. Северо-Кавказский край, 19. Грузия, 20. Азербайджан, 21. Армения.

### Форсированная коллективизация
С 1927−1929 годов советское руководство начало разрабатывать комплекс мероприятий по переходу к коллективизации сельского хозяйства. Весной 1928 года Наркомземом и Колхозцентром РСФСР был подготовлен проект пятилетнего плана по коллективизации крестьянских хозяйств, согласно которому к 1933 году предполагалось объединить в колхозах 1,1 млн хозяйств (около 4 %). В Резолюции пленума ЦК ВКП(б) от 10 июля 1928 года «Политика хлебозаготовок в связи с общим хозяйственным положением» указывалось, что, «несмотря на достижение 95 % довоенной нормы посевных площадей товарный выход зернового производства едва превышает 50 % довоенной нормы». В процессе доработки этого плана целевой уровень коллективизации был повышен, и в утверждённом весной 1929 года пятилетнем плане предусматривалась уже коллективизация 4−4,5 млн крестьянских хозяйств (16−18 %).
Осенью 1929 года партийно-государственным руководством страны было принято решение отказаться от постепенной коллективизации и перейти к коллективизации сплошной. Была начата выработка новой политики в деревне. Переход от поэтапной коллективизации к авральной был вызван, по мнению руководителя Центра истории России, Украины и Белоруссии Института всеобщей истории РАН, д.и.н. А. В. Шубина, начавшимся в 1929 году в США мировым экономическим кризисом и обрушением цен на мировых рынках, лишившим СССР экспортных доходов, необходимых для продолжения начавшейся индустриализации (закупки оборудования, оплаты работы иностранных специалистов и так далее). До осени 1929 года планов сплошной и быстрой коллективизации не существовало.
Намечаемые высокие темпы коллективизации предполагали, ввиду неподготовленности как основных масс крестьянства, так и материально-технической базы сельского хозяйства, такие методы и средства воздействия, которые вынуждали бы крестьян вступать в колхозы, как: усиление налогового пресса на единоличников, мобилизация пролетарских элементов города и деревни, партийно-комсомольского и советского актива на проведение коллективизации, усиление административно-принудительных и репрессивных методов воздействия на крестьянство, и в первую очередь на его зажиточную часть.
3 января Политбюро ЦК ВКП(б) был представлен проект постановления ЦК ВКП(б) о темпах коллективизации и мерах помощи государства колхозному строительству, который предусматривал сокращение сроков коллективизации в важнейших зерновых районах (Средняя и Нижняя Волга, Северный Кавказ) до 1−2 лет, для остальных зерновых районов — до 2−3 лет, для важнейших районов потребляющей полосы и остальных сырьевых районов — до 3−4 лет. 4 января 1930 года этот проект постановления был отредактирован Сталиным и Яковлевым. В нём были сокращены сроки коллективизации в зерновых районах, а в отношении зажиточной части крестьянства была поставлена задача перехода партии «от политики ограничения эксплуататорских тенденций кулачества к политике ликвидации кулачества как класса». 5 января 1930 года проект постановления ЦК ВКП(б) «О темпе коллективизации и мерах помощи государства колхозному строительству» был утверждён на заседании Политбюро и 6 января был опубликован в «Правде».
В результате коллективизации и роста эффективности сельского хозяйства были созданы предпосылки для высвобождения рабочей силы для индустриализации и оттока сельского населения в города, поскольку Россия исторически сильно отставала от развитых стран по соотношению городского и сельского населения: свыше 80 % её населения на 1914 год проживало на селе, только 15,3 % составляли горожане. В то время как самая урбанизированная страна Европы — Англия — имела в городах 78 % населения, Франция и США до 40 %, а Германия до 54,3 %. Кроме того, около 2 млн крестьян, попавших под раскулачивание, были выселены в отдалённые районы страны. Поэтому, как нетрудно догадаться, к началу весенней посевной 1932 года деревня подошла с серьёзным недостатком тягловой силы и резко ухудшившимся качеством трудовых ресурсов. В итоге на Украине, Северном Кавказе и в других районах поля, засеянные зерновыми, зарастали сорняками. На прополочные работы были направлены даже части РККА. Но это не спасало, и хотя урожай 1931/32 годов был достаточным, чтобы не допустить массового голода, потери зерна при его уборке выросли до беспрецедентных размеров. В 1931 году, по данным Народного комиссариата Рабоче-крестьянской инспекции, при уборке было потеряно более 15 млн тонн (около 20 % годового сбора зерновых), в 1932 году потери оказались ещё бо́льшими. На Украине на корню осталось до 40 % урожая, на Нижней и Средней Волге потери достигли 35,6 % от всего валового сбора зерновых. Данные зерновых балансов СССР в начале 1930-х годов, реконструированных Робертом Дэвисом и Стивеном Уиткрофтом по архивным источникам, свидетельствуют о резком падении сбора зерновых на протяжении двух лет подряд — в 1931 и особенно 1932 году, когда урожай был в лучшем случае на четверть меньше урожая 1930 года и на 19 % меньше официальных данных.

### Хлебозаготовки
Согласно исследованиям доктора исторических наук В. Кондрашина, в ряде регионов РСФСР и в частности в Поволжье массовый голод был вызван искусственно и возник «не из-за сплошной коллективизации, а в результате принудительных сталинских хлебозаготовок». Это мнение подтверждают очевидцы событий, говоря о причинах трагедии: «Голод был потому, что хлеб сдали», «весь, до зерна, под метёлку государству вывезли», «хлебозаготовками нас мучили», «продразвёрстка была, весь хлеб отняли». По свидетельствам селян на Кубани, осенью в рамках «заготовки посевных материалов» для колхозов у жителей станиц были отобраны все продукты питания (зерно, картофель и так далее), что обернулось массовой гибелью людей от голода.
Сёла были ослаблены раскулачиванием и массовой коллективизацией, лишившись тысяч репрессированных хлеборобов-единоличников. В Поволжье комиссия ЦК ВКП(б) по вопросам хлебозаготовок во главе с секретарём ЦК П. П. Постышевым постановила изъять запасы хлеба у единоличников и хлеб, заработанный работниками колхоза. Под угрозой репрессий председатели колхозов и руководители сельских администраций были вынуждены сдать практически весь произведённый и запасённый хлеб. Это лишило регион запасов продовольствия и привело к массовому голоду. Аналогичные меры были приняты В. М. Молотовым и Л. М. Кагановичем на Украине и Северном Кавказе, что также вызвало голод и массовую смертность среди населения.

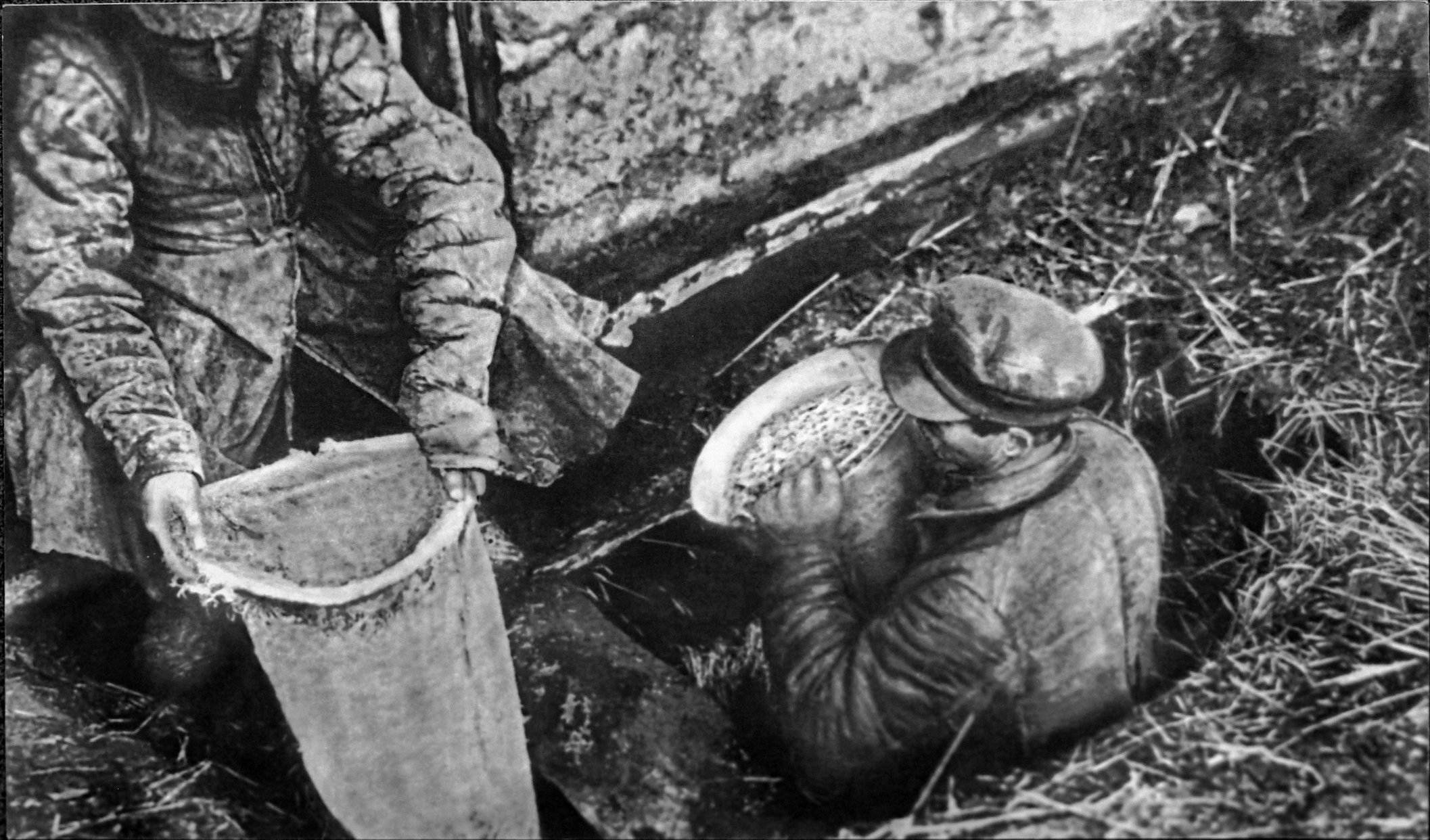
Работники ОГПУ извлекают из ямы спрятанное зерно (1932 год, фотография из Государственного музея политической истории России)

При этом план хлебозаготовок на 1932 год и объём реально собранного государством зерна были значительно меньше, чем в предыдущие и последующие годы десятилетия. Фактически общий объём отчуждения зерна из села по всем каналам (заготовки, закупки по рыночным ценам, колхозный рынок) уменьшился в 1932—1933 годах примерно на 20 % по сравнению с предыдущими годами. Объём экспорта зерна уменьшился с 5,2 млн тонн в 1931 году до 1,73 млн тонн в 1932 и 1,68 млн тонн в 1933 году. Для основных зернопроизводящих районов (Украины и Северного Кавказа) квоты по объёму заготовок зерна в течение 1932 года неоднократно снижались. В результате, например, на Украину пришлась лишь четверть всего сданного государству хлеба, тогда как в 1930 году её доля составляла 35 %. В связи с этим С. Журавлёв делает вывод, что голод был вызван не ростом хлебозаготовок, а резким падением сбора зерна в результате коллективизации.
Уже в 1928—1929 годах хлебозаготовки проходили с большим напряжением. С начала 1930-х годов ситуация ещё более обострилась. Объективные причины, которыми была вызвана необходимость хлебозаготовок:
- рост численности населения городов и промышленных центров (с 1928 по 1931 годы городское население выросло на 12,4 млн.);
- развитие промышленности, рост потребностей промышленности в сельскохозяйственной продукции;
- поставки зерна на экспорт в целях получения средств для закупки западной машиностроительной продукции.

Для удовлетворения этих нужд в то время необходимо было иметь 500 млн пудов хлеба ежегодно. Валовые же сборы зерна в 1931—1932 годах, даже по официальным данным, по сравнению с предыдущими годами были значительно ниже.
Ряд зарубежных исследователей (М. Таугер, С. Уиткрофт, Р. Дэвис и Дж. Купер), основываясь на официальных данных о валовых сборах зерна в 1931—1932 годах, отмечают, что их следует считать завышенными. Для оценки урожая в те годы стали использовать не реальный сбор зерна, а видовую (биологическую) урожайность. Такая система оценки завышала истинный урожай как минимум на 20 %. Тем не менее, именно исходя из этой оценки устанавливались планы хлебозаготовок, которые ежегодно возрастали. Если в 1928 году доля хлебозаготовок составляла 14,7 % валового сбора, в 1929 — 22,4 %, в 1930 — 26,5 %, то в 1931 году — 32,9 %, а в 1932 — 36,9 %.
Урожайность же зерновых сокращалась. Если в 1927 году в среднем по СССР она составляла 53,4 пуд. с гектара, то в 1931 году уже 38,4 пуд. с гектара. Тем не менее, заготовки хлеба росли из года в год.
В результате того, что план хлебозаготовок в 1932 году был составлен исходя из завышенной предварительной оценки урожая (в реальности он оказался в два-три раза ниже), а партийно-административное руководство страны требовало неукоснительного его соблюдения, на местах началось фактически полное изъятие собранного хлеба у крестьян.

### Борьба с хищениями
Важную роль в борьбе с голодом сыграло Постановление ЦИК и СНК СССР от 7 августа 1932 года «Об охране имущества государственных предприятий, колхозов и кооперации и укреплении общественной (социалистической) собственности», прозванное в народе «Законом о трёх колосках». Постановление носило чрезвычайный характер и устанавливало уголовную ответственность за хищения (10 лет лагерей или даже смертная казнь), в том числе «за кражу и расхищение колхозной собственности». На основании этого закона всего за 5 месяцев, с августа 1932 года по декабрь 1932 года, были осуждены 22 347 человек, из них 2686 были приговорены к высшей мере наказания общими судами. На РСФСР приходилось большинство «расстрельных» приговоров, вынесенных транспортными судами СССР (812) и военными трибуналами (208). Однако Верховный суд РСФСР пересмотрел до половины этих приговоров, сотни оправдательных вердиктов вынес Президиум ЦИК. В итоге нарком юстиции РСФСР Н. В. Крыленко сообщил, что количество казнённых по приговорам в соответствии с постановлением не превысило тысячи человек. Вопреки расхожим сообщениям о том, что в ходе репрессий «в числе казнённых оказалось несколько сотен детей в возрасте от 12 до 16 лет», с 27 июля 1922 года до 7 апреля 1935 года высшая мера к несовершеннолетним (детям в возрасте от 12 до 18 лет) не применялась.

### Репрессии в отношении сельского населения

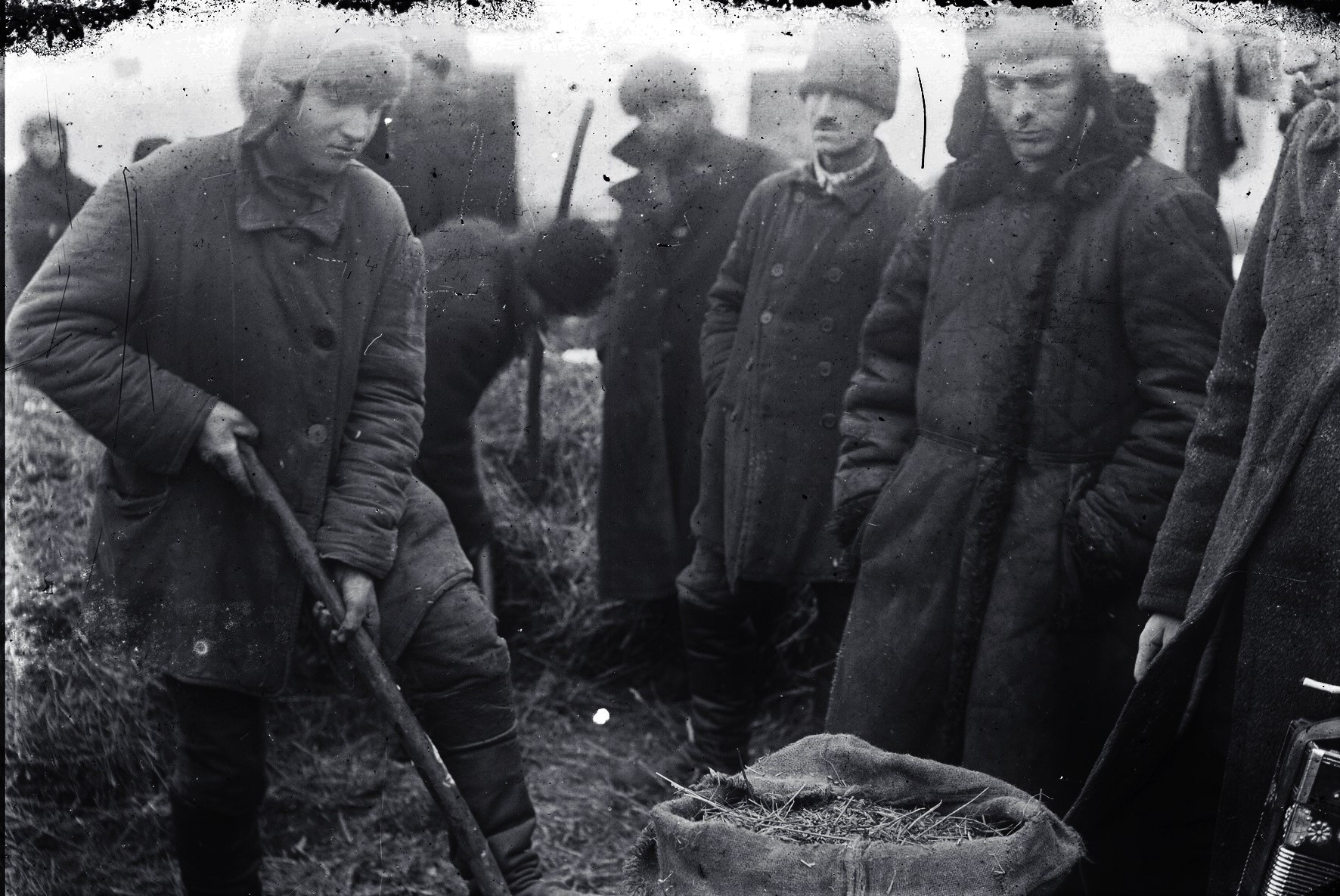
Понятые во дворе крестьянина при поиске хлеба в одном из сёл Гришинского района Донецкой области

После того, как 2 ноября комиссия Кагановича прибыла в Ростов-на-Дону, было созвано совещание всех секретарей парторганизаций Северо-Кавказского региона, на котором была принята следующая резолюция: «В связи с постыдным провалом плана заготовки зерновых, заставить местные парторганизации сломить саботаж, организованный кулацкими контрреволюционными элементами, подавить сопротивление сельских коммунистов и председателей колхозов, возглавляющих этот саботаж». Для некоторого числа округов, внесённых в чёрный список, были приняты следующие меры: изъятие всей продукции из магазинов, полная остановка торговли, немедленное закрытие всех текущих кредитов, обложение высокими налогами, арест всех саботажников, всех «социально чуждых и контрреволюционных элементов» и суд над ними по ускоренной процедуре, которую должно было обеспечить ОГПУ. В случае, если саботаж будет продолжаться, население предполагалось подвергнуть массовой депортации.
За ноябрь 1932 года 5 тыс. сельских коммунистов Северного Кавказа, обвинённых в «преступном сочувствии» «подрыву» кампании хлебозаготовок, были арестованы, а вместе с ними — ещё 15 тыс. колхозников. В декабре началась массовая депортация целых станиц.
Крестьяне, сопротивлявшиеся изъятию хлеба, подвергались репрессиям. Вот как их описывает Михаил Шолохов в письме к Сталину от 4 апреля 1933 года

….
Но выселение — это ещё не самое главное. Вот перечисление способов, при помощи которых добыто 593 т хлеба:
1. Массовые избиения колхозников и единоличников.
2. Сажание «в холодную». «Есть яма?» — «Нет». — «Ступай, садись в амбар!» Колхозника раздевают до белья и босого сажают в амбар или сарай. Время действия — январь, февраль, часто в амбары сажали целыми бригадами.
3. В Ващаевском колхозе колхозницам обливали ноги и подолы юбок керосином, зажигали, а потом тушили: «Скажешь, где яма! Опять подожгу!» В этом же колхозе допрашиваемую клали в яму, до половины зарывали и продолжали допрос.
4. В Наполовском колхозе уполномоченный РК, кандидат в члены бюро РК, Плоткин при допросе заставлял садиться на раскалённую лежанку. Посаженный кричал, что не может сидеть, горячо, тогда под него лили из кружки воду, а потом «прохладиться» выводили на мороз и запирали в амбар. Из амбара снова на плиту и снова допрашивают. Он же (Плоткин) заставлял одного единоличника стреляться. Дал в руки наган и приказал: «Стреляйся, а нет — сам застрелю!» Тот начал спускать курок (не зная того, что наган разряженный), и, когда щёлкнул боёк, упал в обмороке.
5. В Варваринском колхозе секретарь ячейки Аникеев на бригадном собрании заставил всю бригаду (мужчин и женщин, курящих и некурящих) курить махорку, а потом бросил на горячую плиту стручок красного перца (горчицы) и приказал не выходить из помещения. Этот же Аникеев и ряд работников агитколонны, командиром коей был кандидат в члены бюро РК Пашинский при допросах в штабе колонны принуждали колхозников пить в огромном количестве воду, смешанную с салом, с пшеницей и с керосином.
6. В Лебяженском колхозе ставили к стенке и стреляли мимо головы допрашиваемого из дробовиков.
7. Там же: закатывали в рядно и топтали ногами.
8. В Архиповском колхозе двух колхозниц, Фомину и Краснову, после ночного допроса вывезли за три километра в степь, раздели на снегу догола и пустили, приказав бежать к хутору рысью.
9. В Чукаринском колхозе секретарь ячейки Богомолов подобрал 8 чел. демобилизованных красноармейцев, с которыми приезжал к колхознику — подозреваемому в краже — во двор (ночью), после короткого опроса выводил на гумно или в леваду, строил свою бригаду и командовал «огонь» по связанному колхознику. Если устрашённый инсценировкой расстрела не признавался, то его, избивая, бросали в сани, вывозили в степь, били по дороге прикладами винтовок и, вывезя в степь, снова ставили и снова проделывали процедуру, предшествующую расстрелу.
9. (Нумерация нарушена Шолоховым.) В Кружилинском колхозе уполномоченный РК Ковтун на собрании 6 бригады спрашивает у колхозника: «Где хлеб зарыл?» — «Не зарывал, товарищ!» — «Не зарывал? А, ну, высовывай язык! Стой так!». Шестьдесят взрослых людей, советских граждан, по приказу уполномоченного по очереди высовывают языки и стоят так, истекая слюной, пока уполномоченный в течение часа произносит обличающую речь. Такую же штуку проделал Ковтун и в 7 и в 8 бригадах; с той только разницей, что в тех бригадах он помимо высовывания языков заставлял ещё становиться на колени.
10. В Затонском колхозе работник агитколонны избивал допрашиваемых шашкой. В этом же колхозе издевались над семьями красноармейцев, раскрывая крыши домов, разваливая печи, понуждая женщин к сожительству.
11. В Солонцовском колхозе в помещение комсода внесли человеческий труп, положили его на стол и в этой же комнате допрашивали колхозников, угрожая расстрелом.
12. В Верхне-Чирском колхозе комсодчики ставили допрашиваемых босыми ногами на горячую плиту, а потом избивали и выводили, босых же, на мороз.
13. В Колундаевском колхозе разутых добоса колхозников заставляли по три часа бегать по снегу. Обмороженных привезли в Базковскую больницу.
14. Там же: допрашиваемому колхознику надевали на голову табурет, сверху прикрывали шубой, били и допрашивали.
15. В Базковском колхозе при допросе раздевали, полуголых отпускали домой, с полдороги возвращали, и так по нескольку раз.
16. Уполномоченный РО ОГПУ Яковлев с оперативной группой проводил в Верхне-Чирском колхозе собрание. Школу топили до одурения. Раздеваться не приказывали. Рядом имели «прохладную» комнату, куда выводили с собрания для «индивидуальной обработки». Проводившие собрание сменялись, их было 5 чел., но колхозники были одни и те же… Собрание длилось без перерыва более суток.
Примеры эти можно бесконечно умножить. Это — не отдельные случаи загибов, это — узаконенный в районном масштабе — «метод» проведения хлебозаготовок. Об этих фактах я либо слышал от коммунистов, либо от самих колхозников, которые испытали все эти «методы» на себе и после приходили ко мне с просьбами «прописать про это в газету».
Помните ли Вы, Иосиф Виссарионович, очерк Короленко «В успокоенной деревне»? Так вот этакое «исчезание» было проделано не над тремя заподозренными в краже у кулака крестьянами, а над десятками тысяч колхозников. Причём, как видите, с более богатым применением технических средств и с большей изощренностью.
Аналогичная история происходила и в Верхне-Донском районе, где особо-уполномоченным был тот же Овчинников, являющийся идейным вдохновителем этих жутких издевательств, происходивших в нашей стране и в 1933 году.
… Обойти молчанием то, что в течение трёх месяцев творилось в Вешенском и Верхне-Донском районах, нельзя. Только на Вас надежда. Простите за многословность письма. Решил, что лучше написать Вам, нежели на таком материале создавать последнюю книгу «Поднятой целины».
С приветом М. Шолохов

И. В. Сталин — М. А. Шолохову
6 мая 1933 г.
Дорогой товарищ Шолохов!
Оба Ваши письма получены, как Вам известно. Помощь, какую требовали, оказана уже.
Для разбора дела прибудет к вам, в Вешенский район, т. Шкирятов, которому — очень прошу Вас — оказать помощь.
Это так. Но это не всё, т. Шолохов. Дело в том, что Ваши письма производят несколько однобокое впечатление. Об этом я хочу написать Вам несколько слов.
Я поблагодарил Вас за письма, так как они вскрывают болячку нашей партийно-советской работы, вскрывают то, как иногда наши работники, желая обуздать врага, бьют нечаянно по друзьям и докатываются до садизма. Но это не значит, что я во всём согласен с Вами. Вы видите одну сторону, видите неплохо. Но это только одна сторона дела. Чтобы не ошибиться в политике (Ваши письма — не беллетристика, а сплошная политика), надо обозреть, надо уметь видеть и другую сторону. А другая сторона состоит в том, что уважаемые хлеборобы вашего района (и не только вашего района) проводили «итальянку» (саботаж!) и не прочь были оставить рабочих, Красную армию — без хлеба. Тот факт, что саботаж был тихий и внешне безобидный (без крови), — этот факт не меняет того, что уважаемые хлеборобы по сути дела вели «тихую» войну с советской властью. Войну на измор, дорогой тов. Шолохов…
Конечно, это обстоятельство ни в какой мере не может оправдать тех безобразий, которые были допущены, как уверяете Вы, нашими работниками. И виновные в этих безобразиях должны понести должное наказание. Но всё же ясно, как божий день, что уважаемые хлеборобы не такие уж безобидные люди, как это могло бы показаться издали.
Ну, всего хорошего и жму Вашу руку.
Ваш И. Сталин

На объединённом Пленуме ЦК и ЦКК ВКП(б) 11 января 1933 года Сталин резко критиковал местные партийные и советские органы, разрешающие колхозам создавать различные хлебные фонды: для собственных нужд, фуражный, страховой. Также он заявил, что в колхозы проникли враги и используют колхозы для борьбы с Советской властью.
Когда Сталину доложили, что руководители Ореховского района Днепропетровской области разрешили колхозам оставить себе фонды на посев, засыпать страхфонд, он впал в неистовый гнев. 7 декабря 1932 года за его подписью всем партийным органам был разослан циркуляр, в котором Сталин объявил этих руководителей «обманщиками партии и жуликами, которые искусно проводят кулацкую политику под флагом своего „согласия“ с генеральной линией партии». Он потребовал «немедленно арестовать и наградить их по заслугам, то есть дать им от 5 до 10 лет тюремного заключения каждому». В результате по обвинению в саботаже государственный агроном райземуправления И. Анистрат был приговорён Днепропетровским областным судом к расстрелу, секретарь райкома партии В. Головин, председатель райисполкома М. Паламарчук, председатель РКК — РКИ Ф. Ордельян, заведующий районным земельным управлением И. Луценко, председатель райколхозсоюза И. Пригода были осуждены на 10 лет лагерей. На сроки от трёх до восьми лет лагерей были осуждены четырнадцать членов райкома.

### Обобществление скота
Некоторые исследователи одной из причин возникновения голода считают принудительное обобществление скота, вызвавшее ответную реакцию крестьянства — массовый забой скота, в том числе и рабочего, в 1928—1931 году (с осени 1931 года количество скота у единоличников значительно сократилось, и убыль начала происходить за счёт колхозного и совхозного стада (основные причины — нехватка кормов / плохие условия содержания и безответственность колхозов).
Сельское население было психологически не готово к сплошной коллективизации — многие предпочитали съесть или продать свой скот (или забить и продать мясо) до вступления в колхоз, чтобы скотина не досталась колхозу задаром. Это внесло большой дисбаланс в сельское хозяйство в 1930-31 гг, особенно в животноводческих регионах. Мясозаготовки же проводились в 1932-33 гг в соответствии с планами, рассчитанными на наличие у населения большого количества скота, что приводило порой к отъёму последнего.
В 1929 году лошадей/из них рабочих было 34 637,9/23 368,3 тыс. голов; в 1930 — 30 767,5/21 524,7; в 1931 — 26 247/19 543; в 1932 — 19 638/16 180; в 1933 — 16 645/14 205.
Крупный рогатый скот начали забивать на год раньше (волы/коровы/всего): 1928 — 6896,7/30 741,4/70 540; 1929 — 6086,2/30 359,6/67 111,9; 1930 — 4336,4/26 748,8/52 961,7; 1931 н. д./24 413/47 916; 1932 — н. д./21 028/40 651; 1933 — н. д./19667/38592 (преимущественными его держателями были зажиточные слои деревни).
Козы, овцы и свиньи вырезались по «лошадиному» сценарию: 1929—146 976,1/28 384,4; 1930—113 171/13 332; 1931 — 77 692/14 443; 1932 — 52 141/11 611; 1933 — 50 551/12 086.
Для компенсации «кулацкого забоя» правительство увеличило импорт лошадей/крупного рогатого скота/ мелкого скота (голов): 1929 — 4881/54 790/323 991; 1930 — 6684/137 594/750 254; 1931 — 13 174/141 681/713 434; 1932 — 26 691/147 156/1 045 004; 1933 — 14 587/86 773/853 053.
В немалой степени углублению кризиса способствовало принятое 30 июля 1931 года постановление ЦК ВКП(б) и СНК СССР «О развёртывании социалистического животноводства», которое предусматривало создание животноводческих ферм в колхозах.
Этим постановлением, в частности, предлагалось передавать для колхозных ферм скот из числа поступившего по мясозаготовкам. Предполагалось организовать покупку у колхозников молодняка для общественного животноводства коллективных хозяйств. На практике это привело к тому, что скот стал обобществляться в принудительном порядке, что привело к его массовому убою и распродаже. Обобществлённый скот из-за отсутствия корма и приспособленных помещений погибал. Обобществлённый скот нечем было кормить, так как хлебные ресурсы для промышленных центров добывались в том числе и за счет фуражного зерна. Согласно зерновому балансу, составленному Дэвисом и Уиткрофтом, в 1932 году на корм скоту доставалось вдвое меньше зерна, чем в 1930 году.
По мнению некоторых авторов, такая политика обобществления скота и мясозаготовок привела к ещё большему сокращению поголовья животноводства в 1932 году (по сравнению с 1931 годом количество крупного рогатого скота уменьшилось на 7,2 млн голов, овец и коз — на 15,6 млн, свиней — на 2,8 млн и лошадей — на 6,6 млн голов, остальной скот был крайне истощен). Падение поголовья рабочего и продуктивного скота, стихийная миграция сельского населения предопределили резкое снижение качества основных сельскохозяйственных работ. В контексте выявления причин голода наиболее существенным, по мнению этих авторов, является изъятие скота из личных хозяйств единоличников и личных «подсобных» хозяйств колхозников, что существенно сокращало «продовольственную» базу, уже столь значительно сокращённую заготовками зерна. Особенно существенное значение это имело для Казахстана, население которого занималось преимущественно животноводством.
О том, что власть стремилась исправить такое нетерпимое положение, свидетельствует постановление ЦК ВКП(б) от 26 марта 1932 года «О принудительном обобществлении скота», осудившее эту порочную практику на местах.
В то же время декретом «О мясозаготовках» (23 сентября 1932 года) с начала следующего месяца началось вручение колхозам, колхозным дворам и единоличным хозяйствам «имеющих силу налога» обязательств по поставкам (сдаче) мяса государству.

### Региональные особенности
Итальянский исследователь Никколо Пьянчола одну из главных причин того, почему голод начала 1930-х в разной степени затронул те или иные республики СССР, видит в том, что «различные регионы и социальные группы были разделены на те, которые государство должно кормить и защищать, и на те, которыми оно во время кризиса может пренебречь». Например, республики Средней Азии, где главной продукцией сельского хозяйства считался хлопок, снабжались хлебом извне, а Казахская АССР считалась поставщиком как зерна, так и животноводческой продукции, являясь, по словам Пьянчолы, «регионом с аварийным запасом мяса для СССР, которое можно реквизировать без оглядки на последствия для местного населения».

## Действия советского руководства по борьбе с голодом
Поняв, что предварительная оценка урожая 1931 года (79,4 млн т) отстаёт от реальной на 10 млн т (69, 5 млн т), а заготовки составили 22, 8 млн т, советское правительство приняло ряд решительных мер уже с января 1932 года. По мнению историка О. Хлевнюка, нараставшая угроза кризиса была очевидна для всех, включая Сталина, задолго до осени 1932 года. У руководства страны были возможности ограничить последствия кризиса, например, через установление твёрдых норм сдачи зерна государству. Это стимулировало бы интерес крестьян к наращиванию производства. Однако Сталин отверг такую меру. Важным шагом для предотвращения голода могло быть сокращение экспорта зерна, а также его закупка за границей. Такие закупки в ограниченных размерах производились весной 1932 года. Однако Сталин отказался следовать этим путём дальше, так как это прямо или косвенно свидетельствовало бы об ошибочности «большого скачка». Для смягчения положения с голодом Сталин согласился на снижение темпов индустриализации в 1933 году. Промедление с этим решением было оплачено миллионами жизней. Как пишет Александр Шубин, помощь голодающим началась с 1933 года, когда у партийных руководителей отпала необходимость любой ценой добиться необходимых показателей по выполнению пятилетки, государство занялось восстановлением сельского хозяйства, формально в виде продовольственных ссуд. Сталин не всегда соглашался предоставить помощь: так, на просьбу секретаря ЦК КП(б)У М. Хатаевича от 27 июня 1933 года дать 50 тысяч пудов продссуды Сталин ответил резолюцией «Надо дать», однако на просьбу начальника политотдела Новоузенской МТС Нижне-Волжского края Зеленова о продовольственной помощи, поступившую в ЦК 3 июля 1933 года, был дан отказ. В 1933 году Украина получила 501 тысячу тонн зерна помощи (формально — ссуды) против 60 тысяч тонн в 1932 году.
Были приняты меры по организационно-хозяйственному укреплению колхозов с помощью политотделов машинно-тракторных станций, частично разрешено создание личных подсобных хозяйств для колхозников и городских жителей. В это же время в городах открывались многочисленные представительства Торгсина, где граждане свободно могли купить продукты за золото, серебро и валюту.
В условиях усиливающегося в 1933 году голода в городах были приняты решения Политбюро ЦК от 23 декабря 1933 года и от 20 января 1934 года о развёртывании индивидуального огородничества. «Идя навстречу желаниям рабочих обзавестись небольшими огородами для работы на них собственным трудом в свободное время от работы на производстве», ЦК ВКП(б) постановило разрешить в 1934 году 1,5 млн рабочих заняться собственными индивидуальными огородами (в том числе 500 тысяч рабочих в Украинской ССР).
В нацистской Германии в 1933—1934 годах была развернута широкая кампания всевозможной помощи советским немцам (фольксдойче) во время голода, путём сбора и отправки в СССР продуктовых наборов и денег.

## Сокрытие информации
В отличие от голода 1921—1922 годов, голод 1932—1933 годов, начавшийся в мирное время после нескольких довольно благополучных лет, всячески скрывался властями СССР. Об иностранной помощи пострадавшим, подобной той, какая оказывалась в 1921—1922 годах, не было и речи. Граждане СССР за произнесение слова «голод» подвергались репрессиям.
22 января 1933 года Сталин и Молотов направили директиву, в которой отмечалось, что на Украине и Кубани начался массовый выезд крестьян в ЦЧО, на Волгу, в Московскую и Западную области, в Белоруссию. Предписывалось не допускать массового выезда крестьян в другие районы, а «пробравшихся на север» немедленно арестовывать и после того, как будут выявлены «контрреволюционные элементы», выдворять остальных на места их прежнего жительства. К началу марта 1933 года, по данным ОГПУ, было задержано 219,5 тысячи человек, из которых 186,6 тысячи были возвращены, а остальные были привлечены к судебной ответственности. Территории, пораженные голодом, окружались войсковыми кордонами, и население с них не выпускалось.

## Оценки масштабов бедствия
Сельское население гораздо больше пострадало от голода, чем городское, что объяснялось мероприятиями советской власти по изъятию хлеба в деревне. Но и в городах было значительное число голодных: уволенных с предприятий рабочих, «вычищенных» служащих, получивших особые паспорта, не дающие права на продовольственные пайки.
По оценке российских учёных, демографические потери в 1932—1933 годах за счёт уменьшения рождаемости, обострения болезней, связанных с голодом, депортаций, репрессий составили на Украине — от 3,5 до 7 млн человек, в Казахстане — 1,3 млн человек, Поволжье — 0,4 млн человек, на Северном Кавказе — 1 млн человек, в остальных районах — ещё 1 млн человек. При этом прямые потери от голода составляли (в Поволжье) приблизительно три четверти, при количестве непосредственных жертв голода в 365 722 человека и косвенными потерями из-за падения рождаемости в том же регионе на 115 665 человек.
По подсчетам историка и исследователя репрессий В. Н. Земскова, в кулацкой ссылке за период 1930—1933 годов умерло и покончило с собой около 600 тыс. человек при том, что голод не являлся основной причиной смерти.
Это число вызвало критику со стороны украинских исследователей. А. Л. Перковский, С. И. Пирожков считают её преуменьшенной, из-за того, что С. В. Кульчицкий для своих подсчётов использовал не данные Всесоюзной переписи населения 1937 года, а оценки ЦСУ. В основе украинского метода расчёта разность между прогнозом численности населения Украины, составленным в 1932 году академиком М. В. Птухой, оценившим к 1 января 1937 года население в 34,0 млн человек, и реальная численность населения Украины (по Всесоюзной переписи населения 1937 года) — 29,4 млн человек, итого 4,6 млн человек. Но это демографические потери Украины, не учитывающие миграцию, а не потери от голода.
Изучение голода на Северном Кавказе показало невозможность определить людские потери в связи с отсутствием учёта.
Разница между 7,2 млн (сумма демографических потерь голодающих регионов) и 3,5 млн по стране в целом происходит за счёт внутренней миграции. Это приблизительные цифры, а более точные назвать нельзя, не зная уровень межрегиональной миграции и демографические данные по всем регионам.
Оценки общего числа жертв голода 1932—1933 годов у различных исследователей существенно различаются и доходят до 7-8 млн человек.
Тема массового голода начала 1930-х годов в советском информационном пространстве возникла впервые лишь к концу перестройки. К настоящему времени на постсоветском информационном пространстве сформировалось чёткое представление о голоде 1932—1933 годов как об одной из величайших гуманитарных катастроф советского периода.
Официальная оценка масштабов голода, «вызванного насильственной коллективизацией», была дана Государственной Думой РФ в заявлении от 2 апреля 2008 года «Памяти жертв голода 30-х годов на территории СССР». Согласно заключению комиссии при Государственной Думе, на территории Поволжья, Центрально-Чернозёмной области, Северного Кавказа, Урала, Крыма, части Западной Сибири, Казахстана, Украины и Белоруссии «от голода и болезней, связанных с недоеданием», в 1932—1933 годах погибло около 7 млн человек, причиной чему были «репрессивные меры для обеспечения хлебозаготовок», которые «значительно усугубили тяжёлые последствия неурожая 1932 года». Объективно урожай в 1932 году был достаточным для предотвращения массового голода. Сравнительный анализ переписей населения 1926 и 1937 годов показывает сокращение сельского населения в районах СССР, поражённых голодом 1932—1933 годов: в Казахстане — на 30,9 %, в Поволжье — на 23 %, в Украинской ССР — на 20,5 %, на Северном Кавказе — на 20,4 %. Однако в этот период происходил массовый отток населения в города, где шла индустриализация. На территории РСФСР (без учёта Казакской АССР) от голода погибло 2,5 млн человек.
В статье из электронной версии энциклопедии «Британника» говорится, что в 1932—1933 годах от голода умерло от 4 до 5 млн этнических украинцев из общего числа жертв, составившего 6—8 млн. В Энциклопедии Брокгауз (2006) число жертв голода оценивается в диапазоне от 4 до 7 млн (перевод с немецкого):
Сталин проводил насильственную коллективизацию сельского хозяйства в СССР (с 1929 года) с использованием государственного террора, что привело, особенно в УССР, к высоким потерям населения. После неурожаев 1931 и 1932 годов было произведено, часто с применением войск, изъятие запасов зерна у крестьян. При этом от голода погибли от 4 до 7 млн. человек.
В 2013 году Институт демографии и социальных исследований имени М. В. Птухи НАН Украины провёл международную научную конференцию «Голод на Украине в первой половине XX столетия: причины и результаты (1921—1923, 1932—1933, 1946—1947)», где были опубликованы оценки демографических потерь в результате голода 1932—1933 гг.: избыточное количество смертей населения Украины составило 3 млн. 917,8 тыс. чел., России — 3 млн. 264,6 тыс., Казахстана — 1 млн. 258,2 тыс. чел., суммарно на всей территории СССР — 8 млн. 731,9 тыс. чел. Относительные потери от голода 1932—1933 гг. были наивысшими в Казахстане — 22,42 %, на Украине — 12,92 %, в России — 3,17 %, в среднем по СССР 5,42 %.
По оценке Дэвис-центра российских и евразийских исследований Гарвардского университета (США), суммарные демографические потери периода коллективизации с учётом коррекции данных переписей населения 1926 и 1939 года составили 11 167 тыс. человек.
Есть и значительно более мягкие оценки численности жертв голода, как и справедливая критика политизации трагедий. Так, проведший серьёзный анализ демографических изменений по данным ЗАГСов А. В. Шубин показал, что на Украине избыточная смертность в 1932—1933 годах составила 1—2 млн человек, а в других регионах потери могут исчисляться сотнями тысяч людей в каждом (в Поволжье, на Северном Кавказе, в Казахстане, в Сибири). По данному вопросу всё ещё нет согласия между исследователями.
Многие оценки числа жертв голода, особенно непрофессиональные, или ангажированные, опираются не на статистику ЗАГСов, а на сопоставление данных переписей 26-го и 37-39-го годов, без учёта миграции, смешения и ассимиляции. Сравнение соответствующих данных показывает, в частности, уменьшение, за межпереписной период и в масштабах всего СССР, численности украинцев, молдаван и казахов, а также некоторых других этносов, и — очень большой прирост числа других, в частности — русских, татар, азербайджанцев и узбеков. Отсюда можно сделать предположение, что за изменениями числа представителей этносов, кроме голода, могут стоять ассимиляция и активное перемешивание населения. Дети от смешанных браков, как правило, выбирают для самоидентификации доминирующий вокруг этнос, и, тем самым, — не пополняют другой, а в СССР смешанные браки поддерживались как в теории, так и на практике, поскольку они рассматривались как инструмент модернизации — особенно в «традиционалистских» регионах.
Причём, если в ходе политики коренизации смешанные браки способствовали ассимиляции в титульные этносы республик, то после её сворачивания они стали работать на увеличение доли русского этноса (в том числе — те смешанные браки, где не было русских родителей). Если в 1920-е поощрялось преподавание на национальных языках, а русский в национальных школах был необязателен, то в 1930-е годы, после окончательной победы блока Сталина во внутрипартийной борьбе, взамен интернациональной классовой идеологии, начинается пропаганда советского патриотизма. Вводится обязательное преподавание русского языка в школах, он повсеместно вводится в армии. Исследователь С. Максудов считает, что в раннем СССР тесные взаимодействия, приводившие к ассимиляции и смене национальной принадлежности происходили в основном внутри больших групп наций, а границы между этими группами нарушались редко. Русификации подвергались, в основном, европейские народы, а «мусульманская группа» перемешивалась внутри себя (в том числе и в ходе миграции). Он также указывает, что в переписи 1937 года 2,85 миллиона человек (1,99 — военнослужащие, 0,86 — часть заключённых) не были включены ни в какие национальности, в силу стремления к секретности (что повлияло на списочную численность этносов этих людей). Отмечает он и переход от коренизации в начале межпереписного периода к русификации в его конце, вызвавший перемены в национальном самосознании больших групп граждан.

### На территории Украинской ССР
Пик массового голода на территории Украинской ССР пришёлся на первую половину 1933 года. Согласно последним оценкам, опубликованным в 2015 году Институтом истории Украины и поддержанным рядом специалистов-историков западных научных центров, демографические потери от голода 1932—1933 годов на территории Украинской ССР составили 3,9 млн человек в результате сверхсмертности (превышения фактического числа смертей над расчётным показателем для обычных условий), а также 0,6 млн человек за счёт снижения числа родившихся детей, связанного с последствиями голода.

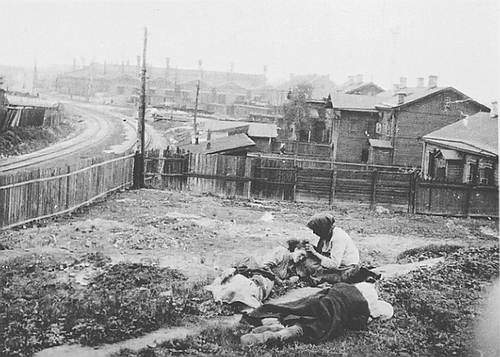
Голодающие украинские крестьяне, фото Александра Виненбергера

Следует иметь в виду, что официальная статистика смертности сознательно фальсифицировалась. Так, известна справка от 29 марта 1934 года, в которой сказано, что трупным покоем г. Киева за 1933 год всего принято подобранных по городу трупов 9472, из них зарегистрировано — 3991, не зарегистрировано — 5481 труп.

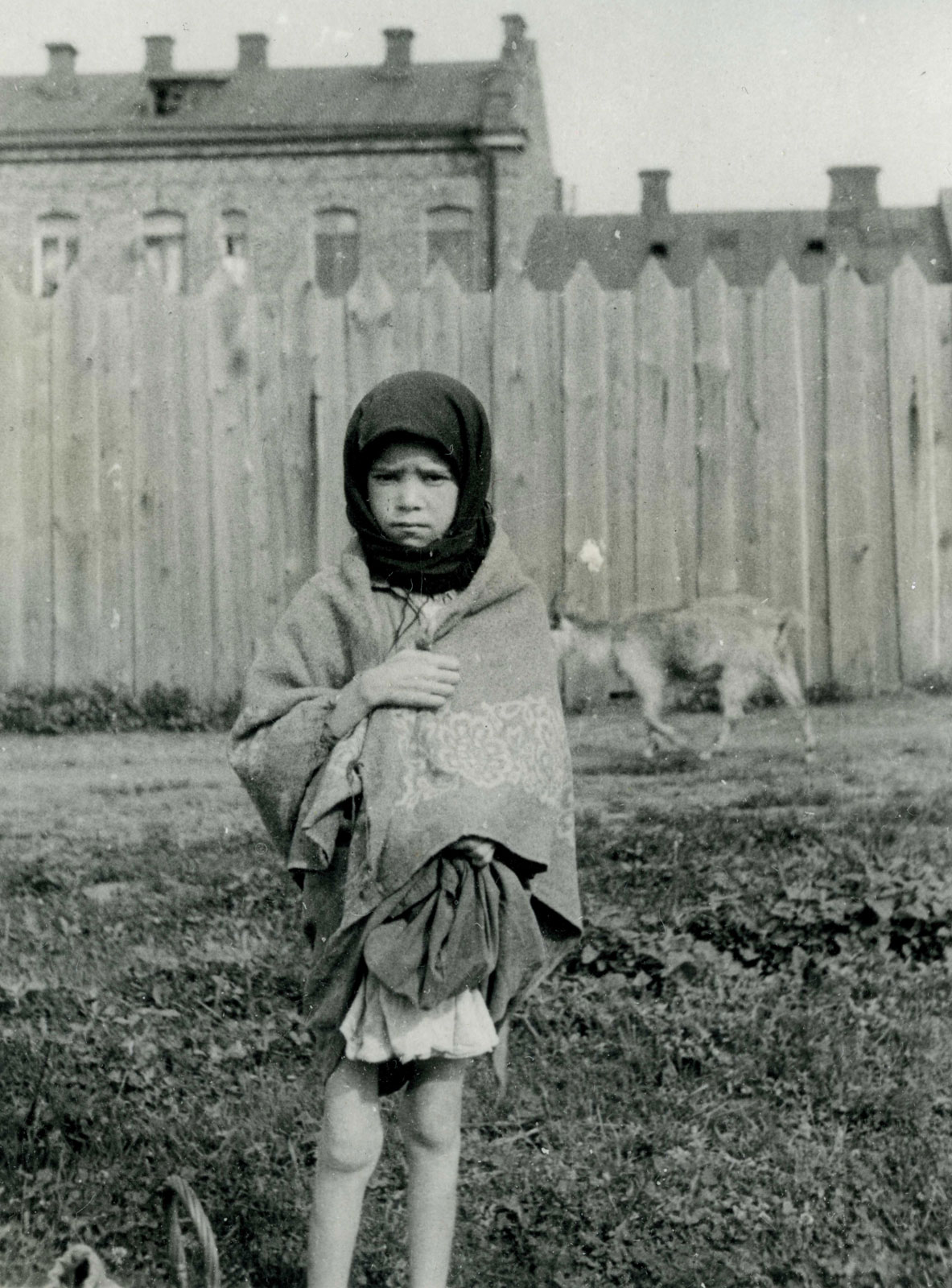
Фото голодной девочки из Харькова — одна из самых известных фотографий Голодомора. Автор — Александр Винербергер.

По мнению многих украинских и ряда западных историков, массовый голод начала 1930-х годов на Украине (Голодомор) явился следствием сознательной политики советского руководства, направленной против украинской нации. Так, профессор Норман Наймарк (США) расценивает массовый голод на Украине как акт геноцида, указывая на то, что жителям охваченных голодом районов запрещали перебираться в города. Норман Дэвис в своей работе «История Европы» объявляет Голодомор результатом целенаправленных действий советского руководства на уничтожение националистического движения и его классовой опоры — зажиточного крестьянства. По мнению украинского историка Станислава Кульчицкого, действия властей в период массового голода 1933 года должны квалифицироваться как акт геноцида.
Среди российских историков преобладает мнение, что Голодомор, сознательно или несознательно, был организован Сталиным и его окружением как часть войны с советским крестьянством, в том числе и с украинским, в контексте сплошной коллективизации и голода в СССР начала 1930-х годов. Так, Виктор Земсков указывает, что точно в таком же положении оказалось население Северного Кавказа, Поволжья, Казахстана и других районов, поскольку массовый голод в тот период охватил огромные территории и привёл к гибели множества как украинцев, так и русских, казахов и людей других национальностей. В западной историографии высказывались схожие мнения: Роберт Конквест уточняет, что, по его мнению, голод был вызван большевиками, действия которых приравнивает к террору, но голод не был сознательной целью их действий. Роберт Дэвис и Стивен Уиткрофт писали, что хотя Сталин и знал о масштабах голода, его некорректно называть искусственно организованным, так как он был вызван неадекватными попытками справиться с внешними проблемами.
В отчёте Международной конференции «Историческая и политическая проблема массового голода в СССР 30-х годов» (2008 год, Москва) указывалось: «Мало сказать, что не обнаружен ни один документ, подтверждающий концепцию „голодомор-геноцид“ на Украине, или хотя бы намёк в документах на этнические мотивы случившегося, в том числе на Украине. Абсолютно весь массив документов свидетельствует о том, что главным врагом советской власти в то время был враг не по этническому признаку, а по признаку классовому».

### На территории Казахской АССР
В Казахстане принято называть этот голод «голощёкинским» (Ф. И. Голощёкин в 1925—1933 годах занимал должность первого секретаря ЦК Компартии Казахстана), или «Ашаршылық» (каз. «Массовый голод»). По заявлению Комиссии Президиума Верховного Совета Республики Казахстан, от голода и связанных с ним эпидемий, а также постоянно высокого уровня смертности казахский народ в 1932—1933 годах потерял 2 миллиона 200 тысяч человек, то есть около 49 % этнического казахского населения. Казахстанский демограф А. Н. Алексеенко оценил суммарные демографические потери казахского населения Казахской АССР в размере 1,84 миллиона человек, в том числе почти две трети потерь (около 1,2 млн) это потери от сверхсмертности и падения рождаемости, а более трети демографических потерь (около 0,62 млн) составили откочевавшие с территории Казахской АССР в другие регионы СССР и за границу. Специалисты Института демографии и социальных исследований имени М. В. Птухи НАН Украины оценили избыточное количество смертей населения Казахстана в размере 1 миллион 258,2 тысячи человек.
Если говорить о наиболее завышенных оценках потерь казахского народа, то они исходят из предположения о том, что все в Российской империи, кто в переписи 1897 года был записан в носители «киргиз-кайсацкого» языка (эта перепись оценивала именно число носителей конкретного наречия) — это исключительно казахи, перепись 1926 года — занижена, а перепись 1937 года в пределах республики — точна. Также часто сравнивается численность этноса в 1926 году во всём СССР, и численность этноса в 1937 году в пределах одной только КазССР, не учитывая ни существенную миграцию казахов в другие союзные республики, ни их эмиграцию за пределы Союза.

### На территории Белорусской ССР
Согласно подсчётам, осуществлённым в Институте демографии и социальных исследований имени М. В. Птухи НАН Украины, величина демографических потерь в результате голода 1932—1933 гг. в Белорусской ССР составляет 67 600 человек.

### На территории РСФСР
По вышеупомянутой оценке Александра Шубина, в Сибири, Поволжье и на Северном Кавказе (а также в Казахской АССР, которая тогда входила в состав РСФСР) сверхсмертность от голода и его последствий составила около 500 тысяч человек в каждом регионе.
По данным российского историка и демографа Валентины Жиромской, в начале 1930-х годов на территории РСФСР (без учёта Казахстана) в результате голода погибло не менее 2,5 млн человек.

### Анализ демографических пирамид поражённых регионов
При сильном голоде всегда падает рождаемость и больше всех погибают младенцы и дети, поэтому по их относительной численности можно приблизительно оценить глубину кризиса. В идеале (до четвёртой фазы демографического перехода) каждая более молодая возрастная когорта немного многочисленнее предыдущей, более старой, а если в какие-то годы есть существенные потери, то на демографической пирамиде в соответствующих возрастных когортах возникают «выбоины».
На демографических пирамидах РСФСР, УССР и КазССР за 1950 г видна заметная нехватка людей, рождённых в 1931-35 гг (15-19 лет). В гораздо меньшей степени в эти годы пострадали БССР и КиргАССР, данные по ним можно использовать для сравнения.
Очевидно, что недостача 15-19 летних в 1950 году была вызвана голодом 1932-33 гг, а также, в случае европейских республик и РСФСР, гражданскими потерями ВОВ (включая реализацию плана Бакке на оккупированных территориях).
(Соответствующие возрастные когорты этих регионов были также затронуты послевоенным голодом, прямыми и косвенными потерями в Великой Отечественной войне (включая голод и падение рождаемости),
голодом 1921—1922 (включая голод в Казахстане),
прямыми и косвенными потерями гражданской войны,
потерями от пандемии «испанки»,
прямыми и косвенными потерями среднеазиатского восстания 1916 года (приведшего к существенной эмиграции),
прямыми и косвенными потерями Первой Мировой войны,
голодом 1891—1892,
и другими катастрофами).

## Последствия голода
Так, в сельской местности вокруг Харькова смертность в январе и июне 1933 года увеличилась в десять раз по сравнению со средней смертностью: 100 000 похоронено в июне 1933 года в районе Харькова против 9000 в июне 1932 года.

С теми, кто работал в колхозе, расплачивались зерном, семечками, но приходили люди в кожаных пальто и всё забирали до последнего зёрнышка, ничего не оставляли нам.
Старшая сестра работала в Харькове, где старалась собирать продовольствие для нас. Отец ездил к ней и возвращался с сухариками, картошкой, буряком. Мама не ела, всё, что привозил отец, оставляла детям и умерла весной 1933 года от голода, а отец умер в конце 1933 года. Все еле передвигались, ходили опухшие от голода. В голод поели всех кошек и собак. Ловили диких птиц, и это было большое счастье, тогда варили вкусный обед.
Люди пытались ходить по убранным полям собирать колоски, но людей за это били кнутами, арестовывали и закрывали в сельсовете.
Весной появилась зелёная травка, которую мы ели: лебеду, крапиву, но у некоторых не было сил её собрать, не слушались руки. Кто пережил весну, потом было жить легче.
В селе очень многие умерли, по селу ездили повозки, собирали умерших и даже тех, кто ещё еле дышал, и вывозили за околицу и там хоронили в общей яме.

Письмо из станицы Ново-Деревянковская, Северо-Кавказский край в город Шахты красноармейцу Юрченко. Пишут родители.
«…Людей много мрёт у нас с голоду, суток по 5 лежат, хоронить некому, люди голодные, ямы не выкапывают, очень мёрзлая земля, хоронят в сараях и в садах. Люди страшные, лица ужасные, глаза маленькие, а перед смертью опухоль спадает, становится жёлтой, заберётся к кому-либо в дом и ложится умирать. Молодые девчата ходят просят кусочек кабака или огурца. Не знаем, что будет с нами, голодная смерть ждёт…»

Спецсводка СПО ПП ОГПУ по НВК (Нижне-Волжскому краю) о продовольственных затруднениях в крае по данным на 20 марта 1933 года.
«28 марта 1933 года.
Продовольственные затруднения продолжают захватывать новые районы и колхозы: на 10 марта… было учтено 110 колхозов в 33 районах, испытывающих продзатруднения семей — 822.
…В большинстве употребляются в пищу различные суррогаты (примесь в муку и хлебные отходы мякины, лебеды, тыквенной и картофельной кожуры, просяной шелухи, толчёных корней растений „чакан“, употребление в пищу одних суррогатов без примеси муки, питание исключительно капустой, тыквой, другими овощами), а также употребляется мясо павших животных и, в отдельных случаях, людоедство.
ПП ОГПУ по НВК Рудь
Нас. СПО ПП Якубовский»

В надежде добыть пропитание колхозники устремились в города. Но 22 января 1933 года было издано подписанное Сталиным и Молотовым распоряжение, которое предписывало местным властям и в, частности, ОГПУ запретить «всеми возможными средствами массовое передвижение крестьянства Украины и Северного Кавказа в города. После ареста „контрреволюционных элементов“ других беглецов надлежит вернуть на прежнее жительство». В этом распоряжении ситуация объяснялась следующим образом: «Центральный комитет и Правительство имеют доказательства, что массовый исход крестьян организован врагами советской власти, контрреволюционерами и польскими агентами с целью антиколхозной пропаганды, в частности, и против советской власти вообще». Во всех областях, поражённых голодом, продажа железнодорожных билетов была немедленно прекращена; были поставлены специальные кордоны ОГПУ, чтобы помешать крестьянам покинуть свои места, оставляя им в качестве пропитания кору деревьев и местных ещё не съеденных собак и кошек. В начале марта 1933 года в донесении ОГПУ уточнялось, что только за один месяц были задержаны 219 460 человек в ходе операций, предназначенных ограничить массовое бегство крестьян в города. 186 588 человек были возвращены на места проживания, многие арестованы и осуждены.

За неделю была создана служба по поимке брошенных детей. По мере того, как крестьяне прибывали в город, не имея возможности выжить в деревне, здесь собирались дети, которых приводили сюда и оставляли родители, сами вынужденные возвратиться умирать у себя дома. Родители надеялись, что в городе кто-то займётся их отпрысками. <…> Городские власти мобилизовали дворников в белых фартуках, которые патрулировали город и приводили в милицейские участки брошеных детей. <…> В полночь их увозили на грузовиках к товарному вокзалу на Северском Донце. Там собрали также и других детей, найденных на вокзалах, в поездах, в кочующих крестьянских семьях, сюда же привозили и пожилых крестьян, блуждающих днём по городу. Здесь находился медицинский персонал, который проводил «сортировку». Тех, кто ещё не опух от голода и мог выжить, отправляли в бараки на Голодной Горе или в амбары, где на соломе умирали ещё 8000 душ, в основном дети. Слабых отправляли в товарных поездах за город и оставляли в пятидесяти-шестидесяти километрах от города, чтобы они умирали вдали от людей. <…> По прибытии в эти места из вагонов выгружали всех покойников в заранее выкопанные большие рвы.

В результате голода в Казахстане около 200 тысяч казахов бежало за рубеж — в Китай, Монголию, Афганистан, Иран.
В то же время, данные по функционированию колхозной системы не позволяют говорить о каком-либо серьёзном улучшении положения крестьянства в последующие годы, после 1933 года. Например, в 1934—1935 гг. до 30 % колхозов Мордовской АССР выдали колхозникам на 1 трудодень в среднем всего по 2 кг зерна (на 1 едока пришлось меньше 100 кг зерна за год). Руководство Мордовской АССР неоднократно обращалось в центр с просьбой об оказании продовольственной, семенной и фуражной ссуд, которые выдавались, но в минимальных размерах. Голод в Мордовии первой половины 1937 г. имел не меньшие масштабы, чем голод 1932—1933 гг.

Историк и публицист Елена Прудникова отмечает, что сообщения ОГПУ в то время содержат информацию об эпидемии малярии, летальность которой была усилена ослаблением здоровья людей
«Необходимо оговориться, что по Н.-Васильевскому району высокая смертность относится в значительной мере к массовым заболеваниям тропической малярией, которая приняла характер массовой эпидемии с большим количеством смертельных исходов, вследствие крайней истощенности сельского населения от голодания. По сообщениям перечисленных выше районов, количество голодающих непрерывно увеличивается».
Различные формы малярии были искоренёны в СССР только к 1960-у году, существенного снижения заболеваемости удалось добиться в конце 40-х — начале 50-х, а до того, число новых заболевших в год исчислялось миллионами, возрастая в отдельные пиковые годы (1923, 1934) до 9-10 млн выявленных случаев. Но именно в голодные годы (в 1932 в СССР насчитывалось 6,28 млн выявленных случаев малярии, а в 1933 — 3,14 млн) заболевание уносило наибольшее количество жизней, в силу ослабления иммунитета у людей. Хотя, некоторым образом оно влияло на демографическую динамику и в прочее время.

## Память о жертвах

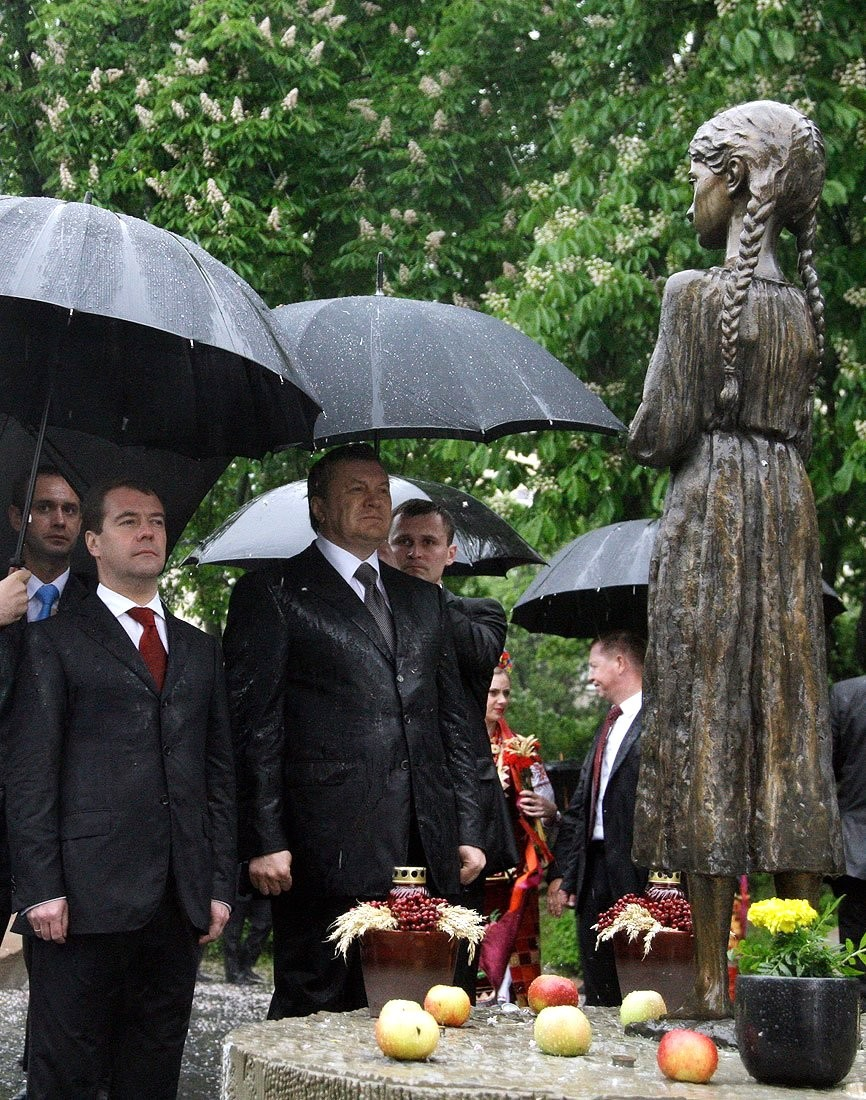
Дмитрий Медведев и Виктор Янукович почтили память жертв голода на Украине, 2010 г.

29 апреля 2010 года Парламентская Ассамблея Совета Европы приняла резолюцию о чествовании памяти погибших вследствие голода 1932—1933 годов в СССР. В документе отмечается, что массовый голод был вызван «жестокими и преднамеренными действиями и политикой советского режима».
В Киеве с 2009 года действует национальный музей «Мемориал жертвам Голодомора». В зале памяти этого мемориала представлена национальная книга памяти жертв Голодомора в 19 томах, в которых зафиксированы 880 тысяч имён людей, смерть которых от голода на сегодня документально подтверждена.
В Астане 31 мая 2012 года президент Республики Казахстан Н. А. Назарбаев открыл мемориал памяти жертвам массового голода на территории республики.